# George Corral
George Ulises Corral (Ecatepec de Morelos, 1990. július 18. –) mexikói válogatott labdarúgó, a Querétaro FC hátvédje.

## Családja
Húga egy válogatott női labdarúgó, Charlyn Corral.

## Pályafutása

### Klubcsapatokban
2009. február 8-án lépett pályára először a mexikóvárosi Club América színeiben.

### A válogatottban
A felnőtt válogatottban 24 évesen, 2015 áprilisában mutatkozott be egy USA elleni barátságos mérkőzésen.

#### Mérkőzései a válogatottban
| Mexikó | Mexikó            | Mexikó                    | Mexikó           | Mexikó   | Mexikó   | Mexikó     | Mexikó | Mexikó  |
| #      | Dátum             | Helyszín                  | Hazai            | Eredmény | Vendég   | Kiírás     | Gólok  | Esemény |
| ------ | ----------------- | ------------------------- | ---------------- | -------- | -------- | ---------- | ------ | ------- |
| 1.     | 2015. április 15. | San Antonio, Alamodome    | Egyesült Államok | 2 – 0    | Mexikó   | barátságos | 0      | 77'     |
| 2.     | 2015. június 3.   | Lima, Estadio Nacional    | Peru             | 1 – 1    | Mexikó   | barátságos | 0      | 87'     |
| 3.     | 2015. június 7.   | São Paulo, Allianz Parque | Brazília         | 2 – 0    | Mexikó   | barátságos | 0      | 43' 46' |
|        | Összesen          |                           |                  | 3        | mérkőzés |            | 0      | gól     |